# Sedmlánů
Sedmlánů (deutsch Siebenhuben) ist eine Grundsiedlungseinheit der Gemeinde Skorošice in Tschechien. Er liegt drei Kilometer nordwestlich von Žulová und gehört zum Okres Jeseník.

## Geographie
Die Streusiedlung erstreckt sich in der Žulovská pahorkatina (Friedeberger Hügelland) am Unterlauf des Baches Petrovický potok, der nördlich von Sedmlánů in den Vojtovický potok (Hutwasser) mündet. Der Ort wird von der Staatsstraße I/60 zwischen Javorník und Žulová durchquert. Nordöstlich erheben sich der Rohatec (Schoberberg, 364 m n.m.) und die Kaní hora (Hutberg, 476 m n.m.), südlich der Lánský vrch (Hubenberg, 422 m n.m.), im Südwesten der Dvorský vrch (459 m n.m.) sowie westlich der Kokeš (Hühnerkoppe, 651 m n.m.) und der Suť (Steingerütte, 717 m n.m.).
Nachbarorte sind Dolní Les und Buková (Buchsdorf) im Norden, die Wüstung Annín (Annaberg) und Kobylá nad Vidnavkou im Nordosten, Tomíkovice im Osten, Žulová im Südosten, Dolní Skorošice und Horní Skorošice im Süden, Dvorec (Scholzenhof), Petrovice (Petersdorf) und Nové Chaloupky im Südwesten, Vojtovice und Bergov im Westen sowie Vlčice im Nordwesten.

## Geschichte
Siebenhuben entstand um 1565, als das Fürstentum Neisse einen Hof der Friedeberger Güter parzellieren und sieben Huben Feld besiedeln ließ. Nach der Teilung Schlesiens verblieb die Ansiedlung 1742 beim österreichischen Teil und war Teil des Friedeberger Amtes der fürstbischöflichen Johannisberger Güter.
Im Jahre 1836 bestand das Dorf Siebenhuben aus 10 Häusern, in denen 59 deutschsprachige Personen lebten. Der Ort umfasste einen Erbscholzen, einen Zweihüfner, zwei Ganzhüfner und fünf Häusler. Erwerbsquelle war der Ackerbau. Im Ort bestand eine Mahlmühle. Pfarr- und Schulort war Gurschdorf. Bis zur Mitte des 19. Jahrhunderts blieb Siebenhuben dem Bistum Breslau untertänig.
Nach der Aufhebung der Patrimonialherrschaften bildete Siebenhuben ab 1849 einen Ortsteil der Gemeinde Gurschdorf im Gerichtsbezirk Weidenau. Ab 1869 gehörte das Dorf zum Bezirk Freiwaldau. Zum Ende des 19. Jahrhunderts wurde der tschechische Ortsname Sedm Lánů eingeführt, der 1924 in Sedmlánů abgeändert wurde. Beim Zensus von 1921 lebten in den 14 Häusern des Dorfes 84 Deutsche. 1930 hatte Siebenhuben 75 deutschsprachige Einwohner und bestand wiederum aus 14 Häusern. Nach dem Münchner Abkommen wurde das Dorf 1938 dem Deutschen Reich zugesprochen und gehörte bis 1945 zum Landkreis Freiwaldau. Nach dem Ende des Zweiten Weltkrieges kam Sedmlánů zur Tschechoslowakei zurück; die meisten der deutschsprachigen Bewohner wurden 1945/46 vertrieben. Ein Teil der Häuser wurde später abgerissen. Bei der Gebietsreform von 1960 wurde der Okres Jeseník aufgehoben und Sedmlánů in den Okres Šumperk eingegliedert. Zwischen 1976 und 1990 war das Dorf nach Žulová eingemeindet, damit verlor Sedmlánů auch den Status eines Ortsteils. Seit 1996 gehört Sedmlánů wieder zum Okres Jeseník. Beim Zensus von 2001 lebten in den vier Wohnhäusern des Dorfes 12 Personen. 

## Ortsgliederung
Die Grundsiedlungseinheit Sedmlánů gehört zum Ortsteil Skorošice der gleichnamigen Gemeinde und ist Teil des Katastralbezirkes Dolní Skorošice.